# 成都地铁30号线
成都地铁30号线位于四川省成都市，为隶属于成都地铁系统的地铁线路，线路代表色为粉色，一期工程西起双流机场2航站楼东，东至龙泉驿火车站南，线路主要沿双流区大件路、高新区府城大道、锦江区南三环、龙泉驿区陵川路敷设，呈西南东北走向。线路长约27.89km，均为地下线，共设置车站24座，初期换乘站8座。全线设车辆段1座，为高碑坝车辆段；主变电所2座，分别为石羊主变电所和洪家桥主变电所。车辆采用6节编组B型车，GoA4级（无人看守运行）全自动无人驾驶技术，设计时速80km/h。2020年，线路正式开工，计划工期4年，预计2025年建成通车。

## 大事记
- 2019年8月21日，30号线一期工程随《成都市城市轨道交通第四期建设规划（2019-2024年）》获中国国家发改委批复。其中，30号线一期工程规划方案为：线路长约24.78千米，自航枢大道站至洪家桥站，为全地下敷设，共设车站24座，设车辆段和停车场各一座（洪家桥车辆段，红河村停车场），主变电所两座（石羊、洪家桥主变电所）。线路为地铁普线，使用6节编组B型车。建设工期为5年。总投资约191亿元人民币。
- 2020年
  - 3月19日，《30号线一期工程环境影响报告书（征求意见稿）》公示。[6][7]
  - 5月8日、6月16日，四川省生态环境厅受理并批复了《30号线一期工程环境影响报告书》。[8][9]其中，30号线的初步设计方案基于原建设规划方案做出如下调整，使线路长度调整为26.292千米，增加1.452千米；车站数量调整为23座，减少1座；总投资调整为216亿元人民币，增加13.39%：

1. 调整车站位置2座：航枢大道站（原定与前往双流机场2航站楼站的8号线支线航枢大道站换乘）调整为双流机场2航站楼站（与10号线、19号线二期换乘）；白鹤林站（工程名：洪家桥站）向东调整一个街区，预留远期延伸条件；
2. 取消车站1座：取消惠王陵站~玉石站（工程名：洪河东站）区间的三桥村站（应所在地陵川工业建议）；
3. 调整场段设置：洪家桥车辆段改为停车场，位置微调；红河村停车场取消（占用双流机场第三跑道预留用地），改为使用原22号线车辆段预留用地，设置高碑坝车辆段；
4. 调整主变电所1座：石羊主变电所调整至高碑坝。[8]

- 5月18日，30号线一期工程举行了开工仪式，宣告线路正式开工。
- 9月16日，成都市民政局公示车站命名，征求意见。
- 11月30日，成都市民政局公布30号线一期工程车站标准名称。

- 2021年，为配合国铁十陵南站的建设，30号线一期工程东段基于原初步设计方案做出如下调整，使线路长度调整为27.74千米，增加1.448千米；车站数量调整为24座，增加1座：

1. 取消车站1座：东端终点站白鹤林站（工程名：洪家桥站）取消建设，改为远期预留；
2. 新增车站2座：沿白鹤林站前一站分水站向东南延伸2站，工程名分别为银玉路站、龙泉站（接驳十陵南站，换乘2号线）；
3. 取消停车场1座：白鹤林站后接入的洪家桥停车场取消建设，改为远期预留。[12][3]

- 2022年
  - 12月13日，成都市民政局公示30号线3座车站命名，征求意见。其中将原工程名为“银玉路”的车站命名为“玉虹路”，30号线“石羊”车站拆分命名为“石羊东”、30号线“双流机场2航站楼”车站拆分命名为“双流机场2航站楼东”车站。[13]
- 2023年
  - 2月7日，成都市民政局发布公告，宣布3座车站公示站名无异议，确定为车站标准名称。[14]
  - 9月22日，成都轨道交通30号线一期工程全线“洞通”。[15]
  - 10月7日，四川省发改委批复《30号线一期工程可行性研究调整报告》，30号线一期工程东段基于原初步设计方案做出如下调整，使线路长度调整为27.89公里，较原可研批复增加1.28公里，均为地下线；车站数量调整为24座，增加1座；项目调整后的估算总投资212.04亿元，较原批复可研总投资210.99亿元增加1.05亿元，增幅0.5%[1]：

1. 取消车站1座：分水站（不含）—白鹤林站（含）调整为支线预留，东端终点站白鹤林站（工程名：洪家桥站）取消建设；
2. 新增车站2座，调整车站1座：线路自玉石站向东南延伸，调整分水站位置；沿规划鹤经二路敷设，在玉虹路北侧增设玉虹路站；下穿绕城高速、货运铁路后在铁路十陵南站站前广场增设终点龙泉站；
3. 取消停车场1座：白鹤林站后接入的洪家桥停车场取消建设，改为远期预留；
4. 调整车辆段1座：配车数增加1列，新增高碑坝车辆段10列位规模。

- 2025年
  - 5月16日，成都市民政局公示30号线东端终点站车站名称，拟命名为“龙泉驿火车站南”，征求意见。[16]
  - 7月21日，成都市民政局发布公告，确定30号线东端终点站命名为“龙泉驿火车站南”。[17]

## 车站
成都地铁30号线一期共设车站24座，均为地下站。
| 成都地铁30号线车站列表 |          |                   |                                                       |            |                 |                 |          |          |                                                |                     |
| 工程                   | 车站编号 | 车站名称          | 英文名称                                              | 开通日期   | 站间距离 （km） | 累计距离 （km） | 车站类型 | 车站类型 | 换乘线路                                       | 所在地              |
| 工程                   | 车站编号 | 车站名称          | 英文名称                                              | 开通日期   | 站间距离 （km） | 累计距离 （km） | 位置     | 站台     | 换乘线路                                       | 所在地              |
| 一期                   | 3001     | 龙泉驿火车站南    |                                                       | 预计2025年 | -               | 0               | 地下     | 岛式站台 | 2号线 02?（站外换乘）                          | 龙泉驿区            |
| 一期                   | 3002     | 玉虹路            |                                                       | 预计2025年 |                 |                 | 地下     | 岛式站台 |                                                | 龙泉驿区            |
| 一期                   | 3003     | 分水              | Fenshui                                               | 预计2025年 |                 |                 | 地下     | 岛式站台 |                                                | 龙泉驿区            |
| 一期                   | 3004     | 玉石              |                                                       | 预计2025年 | 0.806           |                 | 地下     | 岛式站台 |                                                | 龙泉驿区            |
| 一期                   | 3005     | 惠王陵            | Huiwangling                                           | 预计2025年 | 0.922           |                 | 地下     | 岛式站台 | 2号线 0209                                     | 龙泉驿区            |
| 一期                   | 3006     | 航天立交          |                                                       | 预计2025年 | 1.309           |                 | 地下     | 岛式站台 |                                                | 锦江区              |
| 一期                   | 3007     | 海桐街            |                                                       | 预计2025年 | 0.660           |                 | 地下     | 岛式站台 |                                                | 锦江区              |
| 一期                   | 3008     | 娇子立交          |                                                       | 预计2025年 | 1.339           |                 | 地下     | 岛式站台 | 13号线 1305                                    | 锦江区              |
| 一期                   | 3009     | 锦逸              |                                                       | 预计2025年 | 1.990           |                 | 地下     | 岛式站台 |                                                | 锦江区              |
| 一期                   | 3010     | 棬子树            |                                                       | 预计2025年 | 0.870           |                 | 地下     | 岛式站台 |                                                | 锦江区              |
| 一期                   | 3011     | 金石路            | Jinshi Road                                           | 预计2025年 | 1.147           |                 | 地下     | 岛式站台 | 6号线 0633                                     | 锦江区              |
| 一期                   | 3012     | 府城桥            |                                                       | 预计2025年 | 0.843           |                 | 地下     | 岛式站台 |                                                | 武侯区 （高新南区） |
| 一期                   | 3013     | 金融城北          |                                                       | 预计2025年 | 0.858           |                 | 地下     | 岛式站台 |                                                | 武侯区 （高新南区） |
| 一期                   | 3014     | 益州大道          |                                                       | 预计2025年 | 0.606           |                 | 地下     | 岛式站台 |                                                | 武侯区 （高新南区） |
| 一期                   | 3015     | 市一医院          | Chengdu First People's Hospital                       | 预计2025年 | 1.249           |                 | 地下     | 岛式站台 | 5号线 0529                                     | 武侯区 （高新南区） |
| 一期                   | 3016     | 新园大道          |                                                       | 预计2025年 | 1.588           |                 | 地下     | 岛式站台 |                                                | 武侯区 （高新南区） |
| 一期                   | 3017     | 石羊东            |                                                       | 预计2025年 | 0.990           |                 | 地下     | 岛式站台 | 8号线 0825（站外换乘）                         | 武侯区 （高新南区） |
| 一期                   | 3018     | 大同              |                                                       | 预计2025年 | 1.698           |                 | 地下     | 岛式站台 |                                                | 双流区              |
| 一期                   | 3019     | 珠江路            | Zhujiang Road                                         | 预计2025年 | 0.897           |                 | 地下     | 岛式站台 | 8号线 0828                                     | 双流区              |
| 一期                   | 3020     | 谢家渡            |                                                       | 预计2025年 | 1.008           |                 | 地下     | 岛式站台 |                                                | 双流区              |
| 一期                   | 3021     | 光明              |                                                       | 预计2025年 | 1.069           |                 | 地下     | 岛式站台 |                                                | 双流区              |
| 一期                   | 3022     | 星月              |                                                       | 预计2025年 | 1.368           |                 | 地下     | 岛式站台 |                                                | 双流区              |
| 一期                   | 3023     | 寺圣              |                                                       | 预计2025年 | 1.086           |                 | 地下     | 岛式站台 |                                                | 双流区              |
| 一期                   | 3024     | 双流机场2航站楼东 | East of Terminal 2 of Shuangliu International Airport | 预计2025年 | 1.329           |                 | 地下     | 侧式站台 | 19号线 1909 10号线 1012（站外换乘） 双流机场站 | 双流区              |

## 车辆
30号线使用6节编组B型列车，具备GoA4级（无人看守运行）全自动驾驶水平。共采购36列。

## 未来发展

### 支线
支线自分水站向东北引出，内容为在先前规划变更中取消近期建设的白鹤林站和洪家桥停车场。